# گورنگی ستریژواتس
گورنگی ستریژواتس (به صربی: Gornji Striževac) یک منطقهٔ مسکونی در صربستان است که در Opština Babušnica واقع شده‌است. گورنگی ستریژواتس ۱۵۴ نفر جمعیت دارد.